# Iracema Maia da Silva
Iracema Maia da Silva (* 10. Januar 1955 in Manaus) ist eine brasilianische Kommunalpolitikerin.

## Werdegang
Maia da Silva ist Mitglied des Partido Social Democrático (PSD). Bei den Kommunalwahlen 2012 wurde sie zur Präfektin der Stadt Benjamin Constant gewählt. Ihre Amtszeit dauerte vom 1. Januar 2013 bis 31. Dezember 2016.